# أدولف فون بونين
أدولف فون بونين (بالألمانية: Adolf von Bonin)‏ هو ضابط ألماني، ولد في 11 نوفمبر 1803 في Heeren ‏ في ألمانيا، وتوفي في 1872 في برلين في ألمانيا.